# Jim Stone
Jim Stone (Oakland, 18 novembre 1958) è un ex giocatore di football americano statunitense che ha militato nel ruolo di running back nella United States Football League (USFL).

## Carriera
Al college Stone vinse il campionato NCAA con i Notre Dame Fighting Irish guidati da Joe Montana. Nel Draft NFL 1981 fu scelto nel corso del nono giro (223º assoluto) dai Seattle Seahawks. Non giocò mai nella NFL ma debuttò come professionista nel 1983 con i Chicago Blitz della USFL con cui disputò le uniche due stagioni in carriera.